# Восстание Шахкулу
Восстание Шахкулу — широкомасштабное народное восстание в юго-восточной Анатолии, проходившее с 9 апреля по 2 июля 1511 года под шиитскими и сефевидскими лозунгами и направленное против владычества Османской империи. Хотя восстание проводилось под религиозными лозунгами, оно было серьёзной попыткой земледельцев и кочевников-скотоводов Малой Азии оказать вооружённое сопротивление усилению феодальной эксплуатации. Повстанцы требовали освобождения от тягостных налогов, ликвидации произвола и насилия чиновников и призывали население к отказу от повиновения властям. Восстание получило своё название благодаря предводителю повстанцев Шахкулу Текели. Его смерть в бою означала конец восстания.
Таким образом, восстание Шахкулу Бабы не является восстанием, начатым по наущению шаха Исмаила. Это восстание является результатом тяжелых условий жизни групп, симпатизирующих шаху Исмаилу, а также того факта, что налоговая политика в районах, населённых османскими шиитами, не отвечала интересам простого народа. Среди причин восстания были землетрясение 1509 года и известие о смерти Баязида II.

## Шахкулу Текели
О личности Шахгулу имеются различные сведения как в османских, так и в сефевидских источниках. В момент восстания Шахкулу, Текели находился на юго-западе Малой Азии, в районе побережья Средиземного моря. Шахкулу, который являлся организатором и лидером этого восстания, происходил из села Янли (Ялинли) в Горгудельском районе, который принадлежал к семье, которая придерживалась веры в секту Сефевидов. Находясь на старинном римском торговом пути, который соединял Анталию и Эфес, в деревне Ялинли. В Горгудели есть дорога, которая использовалась кочевниками-скотоводами для передвижения между местами зимовок в районе Муталалты и лугами горы Бозмуса на северо-востоке. Неоднозначные сведения об его месте рождения содержатся в османских источниках. По мнению османского историка Мустафы Али Шахкулу из Гелибола, местом рождения Текели является деревня Алмали. В одном из своих сообщений неизвестный османский источник сообщил о том, что его детство прошло в Кызылгаевском районе Текинской области.
В османских источниках существуют разные мнения о месте его рождения. Османский историк Мустафа Али Шахкулу из Гелибола утверждает, что местом рождения Текали является деревня Алмали. Анонимный османский источник упоминает, что он родился в Кызылгаевском районе Текинской области.:
Муршид-Камиль дал ему разрешение и отправил его в область Такка-Эли. Пира Синан, который являлся одним из суфиев султана Гейдара, сказал собравшимся: «Хасан хочет посетить халифа, но он также собирается отправиться с ним в провинцию Такка-Эли». В то время Всемогущий Бог даровал Шахгулу Халифу. Зиму он находился в общине Теке-Кахирлу, а лето провел в общине Тиремишлу.   Как уже отмечалось, он поднял восстание в Руме».
По мере продвижения Сефевидов среди племен, проживающих в провинции Теке, Хасан-халиф укреплял их авторитет. Об этом пишет Огтай Эфендиев: "В то время, когда Султан Гейдар действовал в качестве золотоголового муршида, человек из Анатолии по имени Хасан Халифа дважды ездил в Иран, получил от Султана Гейдара «дастурул-амаль» и вернулся в Так. сказал, что после того, как он вернулся в свою страну, он был одним из учеников султана Гейдара, у Пира Санана было такое предвидение: «Хасан пришел к халифу, но он принес горящий огонь в руку Така». И вот уже халиф взял в свои руки руку Така. Данные слова были подтверждены его действиями в последующем.
Шахкулу долгое время был одним из учеников Сефевидов и воспитывался в духе сектантства благодаря регулярным посещениям отца в Ардебиль. Хасан и Шахкулу были духовными лидерами Сефевидов, что проявлялось в их духовной привязанности к этой секте. Они оба решили покинуть свои дома и отправиться в пещеру, где они занимались поклонением. В силу того, что они были верующими и не принимали мир в его современном виде, к ним стали относиться с большим уважением со стороны местного населения. Ашикпашазаде, являющийся одним из историков Османской империи, пишет, что их глубокая вера была настолько сильна, что даже султан Баязид II начал ежегодно посылать Хасан и его сыну по 6-7 тысяч агков. Несмотря на это, в других источниках эта информация не встречается. Другой турецкий историк, Фиридун Амаджан, объясняет данный факт тем, что до того, как государство Сефевидов стало представлять угрозу для религиозной стабильности в Османской империи, Баязид II оказывал финансовую поддержку всем религиозным организациям.
Вслед за смертью отца Шахкулу занял его место и статус. Настоящее имя Шахкулу, которое в то время было Карабыг, впоследствии стало для него знаком его преданности шаху Исмаилу. Карабыг хотел показать свою преданность идеям шаха Исмаила, говоря о слуге Шахкулу. Османские источники в целом негативно и с осуждением относятся к ним из-за их преданности ордену халифа Шахкулу и Хасану. Так, Шахкулу в источниках и документах османского общества и архивных записях именуется как «Софу, Шайтанкулу, Карабыгоглу, Мюльхид». В исторических трудах османских историков Ходжа Садеддин, Джалалзаде Мустафа и Мюнекчимбаши именуют его как «Шайтанкулу», а Мустафа Али из Гелибола — как «Карабыгоглу». Если рассматривать масштаб восстания и его участников, особенно в контексте кочевых туркменских групп, то тот факт, что они имеют духовные титулы, такие как «Шейх, Суфий, Шахкулу, Халифа», способствует усилению их харизмы. Хасан-бек Румлу, который был историком Сефевидского периода, упомянул его как Шахгула в своей работе «Ахсан ат-Таварих». Румлу, в качестве примера использования термина «баба», который означает «отец» для Шахкулу, показал свою репутацию отца среди своих партнеров.
Шахкулу в течение нескольких месяцев продолжал вести пещерную жизнь, как и его отец. Понимание важности молитвы и богослужения в течение дня для людей секты и веры было обусловлено их жизнью в пещере. Баба Шахкулу продолжил этот путь, и благодаря своей вере, жизненному подходу и образованию он смог собрать вокруг себя множество последователей. Баба Шахкулу отправил своих преданных халифов в близлежащие регионы, охватывая Западную Анатолию Румелию (европейские земли), и усилил их присутствие на территории секты посредством распространения информации. Во многих исторических трудах, отправка халифов Шахкулу на европейские земли Османской империи и западную Анатолию была осуществлена по приказу шаха Исмаила.
Хасан-халиф продвигал секту Сефевидов среди племен провинции Теке. Об этом пишет Огтай Эфендиев: «В то время, когда Султан Гейдар действовал в качестве золотоголового муршида, человек из Анатолии по имени Хасан Халифа дважды ездил в Иран, получил от Султана Гейдара «дастурул-амаль» и вернулся в Так. сказал, что после возвращения в свою страну он был одним из учеников султана Гейдара. Пира Санан был предусмотрителен: «Хасан пришел к халифу, но он принес горящий огонь в руку Така». кровь, которую халиф принес на руку Така. Последующие его действия подтвердили истинность этих слов.

## Предыстория
В начале XVI века Исмаил I закрепил Персию за Сефевидским государством. Он, будучи шиитом, также симпатизировал туркменским племенам, проживающим на территории Османской империи. Он послал своих людей в османские земли (которые обычно использовали неофициальный титул халифа), чтобы привлечь сторонников. Его действия не ускользнули от внимания османов, но Османская империя была слишком занята предстоящим наступлением периода междуцарствия в течение последних лет правления немощного султана Баязида II. Таким образом, Исмаил мог заручиться немалой поддержкой среди османских подданных.
Одним из таких сторонников стал Карабыйык-оглу, взявший себе прозвище Шахкулу, то есть «Раб шаха» (шаха Исмаила). В османских источниках он обычно упоминается как Шайтанкулу (Шейтан-кули), то есть «Раб сатаны». Он проживал на территории под названием Текели, названной именем бывшего бейлика Текке в деревне близ Антальи на юго-востоке Турции. Шахкулу и его отец в течение некоторых лет вели аскетический образ жизни, жили в пещерах, постоянно молясь. Своей праведностью они завоевали широкую популярность среди населения Анатолии. Шахкулу был одновременно и религиозным лидером, и предводителем восстания; он провозгласил себя «спасителем», и число его сторонников росло. Он лишь ждал удобного момента для выступления. Такая возможность представилась, когда вспыхнула борьба между сыновьями султана Баязида II за престол отца.
Однако, несмотря на то, что восстание Шахкулу было связано с влиянием секты Сефевидов на шиитов, которые поселились на территории Османской империи, оно имело глубокие социальные корни.

### Ослабление центральной власти
В момент, когда османские источники анализируют ситуацию в период восстания Шахкулу, они пишут о том, что вакуум власти в Османской империи стал одним из факторов, приведших к данному восстанию. О данном Мюнекчимбаши пишет в своем труде «Сахаифул-Ахбар фи Векайил-Асар» — из-за того, что между князьями происходили сражения и Баязид II был болен, государственные дела находились в руках министров. Местные и государственные чиновники, осуществляющие управление в своих кабинетах, допускали несправедливость по отношению к своим согражданам. В итоге этого их отношения к населению, коррупции и раздаче тимара с помощью взяток центральная власть ослабла, и это привело к восстанию Шахкулу. Историк османской эпохи Гулиболу Мустафа Али в своей работе объясняет это следующим образом: уход князей из их санджагов и борьба за трон в Османской империи создали вакуум власти, который достиг своего апогея, когда шахзаде Коркут покинул свой санджаг.

### Социально-экономические причины
В XVI веке, в период с 1550 по 1560 годы, в Текинском санджаке, состоящем из таких регионов, как Теке, Истанос и Алмалу, соотношение полукочевого туркменского населения к общей численности населения составляло примерно 40-50 %. Социально-экономические проблемы, которые возникли во второй половине XV века, были связаны с процессом централизации, который начался в туркменских родах, которые проживали на территории Османской империи. По мнению турецких авторов, попытки правительства собрать больше налогов с помощью принуждения к оседлому образу жизни и активной позиции местных администраторов, которые должны были контролировать сбор налогов, могли создать разрыв между ними и государством. Многие из этих администраторов были настроены против традиций и убеждений групп, которым они служили. При Баязиде II, в докладе, который был представлен Али ибн Абдулкаримом халифу Явузу Султану Селиму, он говорит о том, что судьи начали присваивать себе права бедняков и их имущество было уничтожено среди чиновников, наместников.
Ознакомившись с источниками того периода, можно увидеть что среди тех, кто оказывал сопротивление власти из-за социально-экономических проблем, были не только кызылбашские туркмены, но и крестьяне-сунниты и сипахи, которые владели тимарами. Можно предположить, что социально-экономический фактор является основной причиной, объединяющей позолоченные головы и суннитов в этом восстании. В архивных документах говорится о том, что крепостные были в опасности не от кызылбашов, а от сипахов, которые остались без земли. Отныне сипахи, лишившиеся своего титула, стали играть важную роль в дестабилизации восстания Шахкулу и его угрозе Анатолии. На основе архивных документов можно сделать вывод, что переход Текели-сипахи на сторону Шахкулу был описан в османских документах следующим образом:
«…даже большая часть конницы провинции Текка подчинялась им, а в прошлом тысяча или две злодеев собирались в одном месте, и их начальником был Шахкулу»

### Религиозные причины
Участие в пропаганде фанатиков секты Сефевидов, несомненно, сыграло свою роль в появлении восстания Шахкулу. Размещение секты Сефевидов было главной целью, которую ставили перед собой сефевидские халифы, отправляя их в различные места. С помощью пропаганды, направленной на распространение ценностей этой секты, халифы пытались увеличить число суфиев. Религиозные обязанности халифов включали в себя увеличение числа суфиев и расширение их партнерских связей. Также во время своих посещений проповедники секты из дома шейха Сефи старались проводить агитацию среди членов секты и пополнять их ряды. У секты Сефевидов внутри была организована работающая система пропаганды и распространения идей, которая поддерживалась ее муршидом шах Исмаилом. В результате этого пропаганда идей Сефевидского движения получила широкое распространение среди османских шиитов и не-Шиитов, которые были связаны с движением Сефевидской династии. В данном случае, одним из аспектов является то, что тяжелые условия жизни и нестабильная общественно-политическая ситуация заставили османских шиитов принять движение шаха Исмаила как возможность для выхода и сплотиться вокруг Сефевидов
По мнению исследователей, в истории халиф Нур (Нурали) был одним из тех людей, которые занимались пропагандой сефевидской секты на территории Османской империи. Наиболее значимой его деятельность в этом направлении была в Сивасе, Токате, Амасии и Чоруме. Некоторые источники сообщают о том, что в Османской империи число последователей секты Сефевидов значительно возросло и некоторые правители пытались заручиться их поддержкой для борьбы за власть. К примеру пока принц Коркут боролся за власть, он встретил Шахкулу и использовал свое влияние на борьбу, чтобы добиться своего. В Османской империи, в качестве одной из причин, по которой ценности секты Сефевидов получили поддержку среди населения, было то, что она обещала народу большую свободу. Необходимо искать эту свободу в их образе жизни, в том, как они строят свою жизнь, и принимать участие в военных действиях, и быть верными сектантским ценностям. Именно Османский султанат, в свою очередь, пытался заставить проживающие на его территории туркменские племена вести оседлый образ жизни и контролировать их численность. Он хотел контролировать их численность, чтобы увеличить сбор налогов, а также старался упорядочить их экономическую деятельность, но при этом не обращал внимания на их этнические права. В связи с этим росло недовольство правительством и ситуацией в целом.
К сожалению, в целом не существует информации, которая бы однозначно указывала на связь шаха Исмаила с восстанием Шахкулу. На основании того факта, что повстанцы Шахкулу начали движение к Шаху Исмаилу после пересечения границ Сефевидов и их попытки найти убежище у Шах Исмаила можно предположить, что он был осведомлен о данном восстании. И тем не менее известно, что Шах Исмаил никак не реагировал на действия повстанцев. В Рее, во время следования из Туркестанского похода, шах Исмаил принял представителей и лидеров повстанцев на станции Шахрияр. Поступки повстанцев, направленные на захват торгового каравана из Тебриза, вызвали гнев шаха Исмаила. Существует информация о том, что по некоторым сведениям, шах Исмаил приговорил двух лидеров восстания к смерти в кипящем котле. Некоторые были уничтожены, а большая часть повстанцев была взята в состав армии Сефевидов. В трудах историков отражено, что некоторые из присоединившихся к повстанцам были взяты в плен и их имущество было распределено между воинами Сефевидов. Как сообщают, повстанцы делились на группы, а каждая группа была подчинена эмиру. В связи с этим была исключена возможность их воссоединения и совместной деятельности.
Мехрибан Артан утверждает в архивном документе TSMA, E6187, который она показывает в своей статье о причинах восстания Шахкулу в османских архивных источниках, что Шахкулу непосредственно нацелился на Османский султанат со словами: «Шах мертв, его воля моя, страна моя».

## Ход событий
Сначала, имея 10 тысяч сторонников (кызылбашей и шиитов), Шахкулу двинулся в Кютахью, столицу бейлербейства Анатолии.
По дороге Шахкулу напал на караван принца Коркута (тур. Şehzade), одного из претендентов на трон, в первые дни междуцарствия направлявшегося из Антальи в Манису, чтобы расположиться поближе к столице, и украл перевозимую в нём казну. Затем он начал атаковать небольшие города, убивая местных чиновников. Также он совершил набег на Алашехир с целью захватить часть султанской казны.
Только тогда османские войска под командованием бейлербея Антальи по имени Карагёз Ахмед-паша (у Орудж-бека — Каракуш) были посланы остановить Шахкулу, но были разгромлены повстанцами. После этого слава Шахкулу возросла. Тогда к нему присоединились крестьяне, а также некоторые недовольные землевладельцы-тимариоты. К тому времени численность восставших достигла уже 20 тысяч.
Вскоре силы повстанцев снова встретились с войском Ахмед-паши недалеко от Кютахьи. В жестокой битве восставшие одержали вторую крупную победу. Сам бейлербей попал в плен и был казнён по приказу Шахкулу у стен крепости Кютахья. Казнь была проведена прямо на глазах у защитников крепости, и этим самым, вероятно, Шахкулу хотел убедить их сдаться, но безуспешно. Его войско опустошило окрестности города и двинулось на Бурсу. А после очередного нападения на караван и убийства высокопоставленного государственного деятеля Шахкулу стал в глазах своих сторонников непобедимым.
К тому времени, восстание охватило обширную территорию от Антальи до побережья Мраморного моря. Повстанцы практически изгнали османов из Малой Азии. 21 апреля 1511 года судья Бурсы написал командиру янычар, что если он и его люди не придут в город в течение двух дней, область погибнет. Проводить кампанию против Шахкулу был назначен великий визирь Хадым Али-паша. Около Кютахьи он соединился с силами старшего из оставшихся в живых сыновей Баязида — принца Ахмета, наместника Амасьи. Отряды повстанцев заняли укреплённые позиции в районе Кызылкая и почти 40 дней отражали натиск султанских войск. Шахкулу был не в состоянии противостоять превосходившим силам врага и был вынужден отступить на восток к Сивасу.
Хотя армия султана могла бы загнать Шахкулу в угол неподалёку от Альтынташа (в современном иле Кютахья), но принц Ахмет, вместо того, чтобы сражаться, попытался склонить янычар на свою сторону для достижения личных целей. Не добившись успеха, он был вынужден покинуть поле боя. Шахкулу не упустил свой шанс и сбежал.
Визирь с уже немногочисленным войском смог нагнать Шахкулу и его отряды только после форсированного марша через Малую Азию в Сивас. К тому времени число повстанцев сильно сократилось: примкнувшие к восстанию тимариоты бросили Шахкулу, также он потерял немалое число своих сторонников при отступлении из района Бурсы. Решающая битва состоялась в июле 1511 года у реки Гек-чай между Кайсери и Сивасом: в кровопролитном сражении отряды Шахкулу были разгромлены, а сам он погиб в бою, как и визирь Али-Паша. По-видимому, султанское войско также понесло немалые потери, поскольку янычары отказались от преследования повстанцев.

## Итог
Повстанцы не были побеждены, но они потеряли своего предводителя. Отряды были рассеяны, а после того, как Оттоманская Порта послала против них третью армию, многие бежали в Азербайджан во владения сефевидского шаха. По пути они напали на караван и случайно убили известного персидского учёного. Поэтому, после того, как беглецы достигли сефевидской границы в районе Эрзинджана, шах Исмаил не оказал им ожидаемого гостеприимства. Вообще, он не содействовал восстанию малоазиатских шиитов-кызылбашей. К тому же, когда остатки повстанцев нашли спасение в кызылбашских владениях, шах приказал казнить их «вождей», а остальных в качестве слуг раздать местным эмирам. Среди повстанцев было много крайних шиитов (гали), выдвигавших социальные требования, вот почему шах так жестоко с ними обошёлся. К таким идеологам в Сефевидском государстве относились очень негативно и круто с ними расправлялись.
Османский историк Джелалзаде обвинял в восстании руководство неспособных визирей. О том, чтo Баязид II пока не был осведомлён о восстании, свидетельствуют эти слова, — «почему вы не сказали мне что они восстали». В ответ на это, сефевидский шах Исмаил спросил у бунтарей бежавших из Анатолии в Тебриз и по пути ограбивших караван, — «Кто же вам приказал вырезать пашей и беков моего уважаемого отца, мучить народ?», на что восставшие ответили, — «На пути шаха мы совершили героизм, вырезали язидов, проучили их», несмотря на это он ответил, — «Так в чём тогда вина этих караванов, что вы устроили резню и ограбили их», эти слова и проясняют, что шах Исмаил не имел отношения к поднятию восстания, при этом признав что его последователи совершили ошибку. Шах Исмаил разгневавшийся преждевременным восстанием своих последователей против Османского государства, заживо сварил бунтарей в кипящих казанах, тем самым пытаясь пресечь в будущем действия без его ведома.